# 더 폴리티션
《더 폴리티션》(영어: The Politician)은 라이언 머피, 브래드 펄척, 이언 브레넌이 기획한 미국의 코미디 웹 드라마이며, 2019년 9월 27일 부터 2020년 1월 29일까지 넷플릭스에서 공개됐다. 드라마에는 벤 플랫, 기네스 팰트로, 제시카 랭, 조이 도이치, 루시 보인턴, 밥 밸러밴, 데이비드 코런스웻, 줄리아 슐레이퍼, 로라 드라이퍼스, 시오 저메인, 렌 존스, 벤저민 배럿 등이 출연한다.

## 출연

### 주연
- 벤 플랫 - 페이튼 호바트, 세인트 세버스천의 학생 회장에 출마한 야망 넘치는 남학생[2]
- 조이 도이치[2] - 인피니티 잭슨, 페이튼의 러닝메이트로 암을 지녔다
- 루시 보인턴[2] - 아스트리드 슬론, 페이튼의 라이벌이자 리버의 여자친구
- 밥 밸러번[2] - 키턴 호바트, 페이턴의 양아버지
- 데이비드 코런스웻[2] - 리버 바클리, 페이턴의 학생 회장 경쟁 상대
- 줄리아 슐레이퍼[2] - 앨리스 찰스, 페이튼의 여자친구
- 로라 드라이퍼스[2] - 매커피 웨스트브룩, 페이튼의 선거 매니저 및 조언가
- 시오 저메인 (Theo Germaine)[2] - 제임스 설리번, 페이튼의 선거 매니저 및 조언가
- 레이픈 존스 (Rahne Jones)[2] - 스카이 레이턴, 리버의 러닝 메이트
- 벤저민 배럿 (Benjamin Barrett)[2] - 리카르도, 인피니티의 남자친구
- 제시카 랭[2] - 더스티 잭슨, 인피니티의 할머니이자 primary caretaker
- 기네스 팰트로[2] - 조지나 호바트, 페이튼의 양어머니
- 주디스 라이트[2] - 디디 스탠디시, 뉴욕주의 주 상원의원
- 벳 미들러[2] - 허대사 골드, 디디 스탠디시의 보좌관

### 조연
- 라이언 J. 해대드 (Ryan J. Haddad) - 앤드루 캐시먼, 뇌성마비를 앓고 있는 세인트 세버스티언의 학생
- 트레버 말런 이선 (Trevor Mahlon Eason) - 마틴 호바트, 페이튼의 형제 중 한 명
- 트레이 이슨 (Trey Eason) - 루터 호바트, 페이튼의 형제 중 한 명
- 마르티나 나브라틸로바 - 브리깃, 말 조련사이자 조지나의 연인
- 딜런 맥더멋 - 시오 슬론, 아스트리드의 아버지[3]
- 재뉴어리 존스 - 리즈베스 슬론, 아스트리드의 어머니[3]
- 샘 재거 - 티노 매커천
- 조 모턴 - 마커스 스탠디시
- 테디 시어스 - 윌리엄 워드
- 셰리 두걸 - 재키 호프먼

### 단역
- 조던 니콜 월 - 아이비
- 릭 홈스 - 쿠퍼
- 에릭 네닝어 - 형사
- 러셀 포스너 - 엘리엇 비치먼
- 제이크 태퍼 - 본인 역
- 테리 스위니 - 버디 브로이디
- 로빈 와이거트 - 앤디 뮬러
- 수재나 퍼킨스

## 에피소드
| 번호 | 제목                          | 감독              | 작가                                    | 본 공개 날짜    | 제작 번호 |
| ---- | ----------------------------- | ----------------- | --------------------------------------- | --------------- | --------- |
| 1    | "파일럿 에피소드"             | 라이언 머피       | 라이언 머피 & 브래드 펄척 & 이언 브레넌 | 2019년 9월 27일 | 1BAC01    |
| 2    | "비밀과 거짓말"               | 브래드 펄척       | 라이언 머피 & 브래드 펄척 & 이언 브레넌 | 2019년 9월 27일 | 1BAC02    |
| 3    | "충격 요법"                   | 재닛 모크         | 라이언 머피 & 브래드 펄척 & 이언 브레넌 | 2019년 9월 27일 | 1BAC03    |
| 4    | "나를 찾아줘"                 | 헬렌 헌트         | 라이언 머피 & 브래드 펄척 & 이언 브레넌 | 2019년 9월 27일 | 1BAC04    |
| 5    | "어느 유권자"                 | 이언 브레넌       | 라이언 머피 & 브래드 펄척 & 이언 브레넌 | 2019년 9월 27일 | 1BAC05    |
| 6    | "페이튼 호바트를 노려라: 1부" | 기네스 호더페이튼 | 이언 브레넌                             | 2019년 9월 27일 | 1BAC06    |
| 7    | "페이튼 호바트를 노려라: 2부" | 기네스 호더페이튼 | 브래드 펄척 & 이언 브레넌               | 2019년 9월 27일 | 1BAC07    |
| 8    | "언제쯤 알게 될까"            | 브래드 펄척       | 브래드 펄척                             | 2019년 9월 27일 | 1BAC08    |